# Бре на Соми
Бре на Соми (фр. Bray-sur-Somme) насеље је и општина у североисточној Француској у региону Пикардија, у департману Сома која припада префектури Перон.
По подацима из 2011. године у општини је живело 1.231 становника, а густина насељености је износила 73,23 становника/km². Општина се простире на површини од 16,81 km². Налази се на средњој надморској висини од 45 метара (максималној 122 m, а минималној 32 m).

## Демографија
| 1962. | 1968. | 1975. | 1982. | 1990. | 1999. | 2011. |
| ----- | ----- | ----- | ----- | ----- | ----- | ----- |
| 1.185 | 1.226 | 1.242 | 1.220 | 1.320 | 1.316 | 1.231 |

График промене броја становника у току последњих година